# ستانلي ك. أرمسترونغ
ستانلي ك. أرمسترونغ (بالإنجليزية: Stanley C. Armstrong)‏ هو سياسي أمريكي، ولد في 22 فبراير 1888، وتوفي في 12 يوليو 1950. انتخب عضو مجلس نواب إلينوي.